# キュート (ゲームブランド)
有限会社キュート（英: Qute Corporation）は、 神奈川県相模原市南区に本社をおく、主に家庭用ゲーム機のゲームを製作している会社である。

## 概要
1999年9月、神奈川県相模原市に設立。ソフトウェア製品やソフトウェアサービスの企画、開発、販売、運用を行っている。2010年10月には「Xbox 360用ゲームソフト」事業への参入は発表し、翌年4月にXbox 360用ゲームソフト『ESCHATOS (エスカトス)』を発売した。東日本大震災の復興支援ボランティアとして、D-CAPプロジェクト（自治医科大学循環器内科学部門主任教授の苅尾七臣が主導）に参加している。

## 制作ソフト
- ワンダーウィッチ
- エスカトス
- ギンガフォース